# Championnat d'Europe masculin de basket-ball 2007
Navigation
Édition précédente Édition suivante
Le XXXVe Championnat d'Europe de basket-ball masculin (2007) s'est déroulé du 3 au 16 septembre 2007 en Espagne. Il a vu la victoire de la Russie, devant les locaux espagnols et la Lituanie.

## Qualifications
Les équipes européennes participant au championnat du monde 2006 au Japon ont été qualifiées d'office, à savoir : Espagne, Grèce, France, Slovénie, Italie, Serbie, Lituanie, Allemagne, Turquie.
Les autres équipes (Russie, Portugal, Lettonie, Croatie, République tchèque, Pologne) se sont qualifiées durant une éliminatoire, entre les équipes de Division A, qui s'est déroulé en septembre 2006.

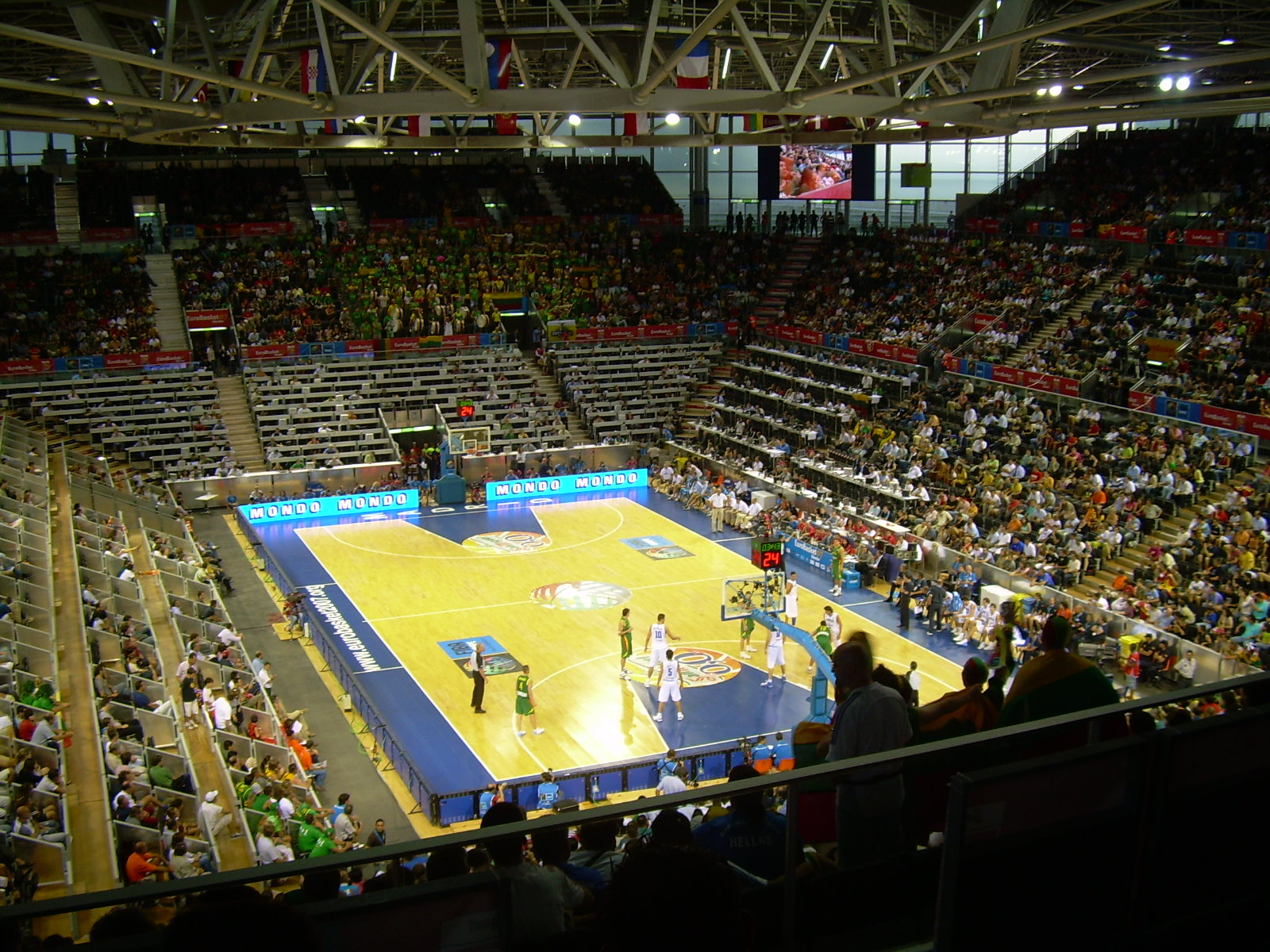
Lituanie-Italie

Enfin, l'équipe d'Israël s'est qualifiée lors d'un tour de barrage disputé juste avant le début de la compétition. Ce tournoi s'est également soldé par la relégation de la Suède et du Danemark en Division B.

## Enjeux olympiques
Trois places sont accordées à la zone FIBA Europe en vue des Jeux olympiques d'été de 2008 à Pékin. L'Espagne, championne du monde en titre, est qualifiée d'office. De plus, quatre équipes auront la possibilité de participer au tournoi pré-olympique afin de décrocher elles aussi leur billet pour la Chine. 
En plus de cela, les sept premiers de ce championnat d'Europe gagnent leur billet pour le prochain EuroBasket sans passer par les qualifications.

## Déroulement
Les trois premiers de chaque groupe du premier tour sont qualifiés pour le second tour qui réunit 12 équipes dans deux groupes de 6. Les quatre premiers de chaque groupe sont qualifiés pour les quarts de finale.

## Contexte avant le championnat
La Grèce est le champion d'Europe en titre, mais avait perdu en finale du mondial 2006 face à l'Espagne qui, à domicile, affiche de grandes ambitions. Pendant ce temps, la Lituanie enregistre le retour de Šarūnas Jasikevičius en sélection.
Plusieurs équipes connaissent un été difficile en raison des assurances exigées par les franchises de NBA à propos de leur joueurs. C'est le cas de la France avec Boris Diaw et de l'Espagne avec Jorge Garbajosa. Les joueurs devront, à l'image de ce que fait Dirk Nowitzki depuis des années, payer une partie de ladite assurance.

## Récit de la compétition
La première phase de ce championnat, à l'issue de laquelle quatre formations sont éliminées (les dernières de chaque groupe) réserve deux surprises.
Si dans les groupes C et D la République tchèque et la Pologne, ne gagnent aucun match face à de meilleures formations qu'elles, Israël élimine la Serbie lors du dernier match du groupe A grâce à une victoire sur le fil 87-83 due en partie à l'exceptionnelle performance de Yaniv Green (26 points et 12 rebonds lors de ce match).
D'autre part, le Portugal, équipe apparaissant comme la plus faible du groupe B, finit devant la Lettonie d'Andris Biedrins. La  Croatie bat l'Espagne pourtant invaincue depuis 28 matchs et leur défaite face à la France lors de la finale pour la 3e place de l'Euro 2005. Un panier à 3 points de Marko Tomas à 3,1 seconde de la fin permet aux Croates de l'emporter 85-84 dans un des moments les plus forts de cet Euro.
Le champion en titre, la Grèce est battue par la  Russie d'Andreï Kirilenko mais se qualifie pour le tour suivant.
Concernant l'équipe de France celle-ci finit deuxième de son groupe derrière la Slovénie et devant l'Italie. Sur le plan individuel, Tony Parker signe un premier tour éblouissant. Meilleur marqueur (25,6 points par match), il mène la France à la victoire notamment dans le match face à l'Italie  où il marque 36 points (69-62). Sur les trois matchs, Tony Parker finit trois fois meilleur marqueur de l'équipe. Ses performances montrent aussi des carences dans cette équipe, on parle notamment de "Parker dépendance" (seulement 5 passes décisives pour l'ensemble de l'équipe face à l'Italie par exemple). Très attendu, Boris Diaw, se montre en légère difficulté du fait de son autorisation tardive de pouvoir s’entraîner avec l'équipe à cause de problème d'assurance (8,3 points par match).
La France finit deuxième de son groupe du fait de sa défaite face à la Slovénie emmenée par un bon Radoslav Nesterovič et son collectif (quatre joueurs à plus de douze points face à la France).
Dans le groupe E, très relevé du fait de la présence de l'Espagne, la Russie et le vainqueur surprise des Espagnols, la  Croatie, les deux "surprises" du tour qualificatif, le Portugal et Israël sont éliminées avec une seule victoire chacune.
Le groupe F est lui dominé par une excellente Lituanie qui a enregistré le retour de Šarūnas Jasikevičius. Avec 5 victoires, elle finit première et invaincue. La Slovénie continue de surprendre et finit deuxième, avec notamment une victoire de prestige face à l'Allemagne (77-47). Se qualifient avec elles la France et l'Allemagne tandis que l'Italie et la Turquie, dernière avec 0 victoire malgré la présence de ses meilleurs joueurs comme Hidayet Türkoglu et Mehmet Okur.
Deux victoires face à l'Allemagne de Dirk Nowitzki et la  Turquie et une large défaite contre la Lituanie permettent aux bleus d'atteindre les quarts de finale. Toujours emmenée par un Parker de feu, l'équipe se trouve épaulée par un très bon Boris Diaw (10,3 points, 7,3 rebonds sur ce tour) ainsi que par un Florent Piétrus plus offensif (12,5 points) ou Tariq Kirksay (11,3 points).
Des cinq favoris (Espagne, Grèce, Russie, Lituanie et France), seuls la France et la Russie s'affrontent. L'Espagne passe très facilement face à l'Allemagne (83-55). Dirk Nowitzki se retrouve trop isolé et ne peut mener son équipe plus haut (11 points) alors que les Espagnols rendent une copie collective époustouflante : sept joueurs marquent six points ou plus.
La Lituanie souffre face à la Croatie et s'impose dans la douleur 74-72. L'arrière croate Zoran Planinić se met en évidence (16 points et 6 rebonds) mais rate deux lancers francs alors qu'il reste 1,02 seconde à jouer.
La rencontre entre la Grèce et la Slovénie est la plus spectaculaire. Menés 40-51 à la fin du 3e quart-temps, 49-61 à 2 minutes du buzzer, les Grecs finissent parfaitement la rencontre, remontant ces douze points de retard pour finir sur un 14-1 et s'imposer 63-62. Le quatrième quart-temps des Grecs est notamment dû à la réaction de Theodoros Papaloukas, jusque-là discret, qui marque 11 de ses 17 points dans ce quart-temps dont l'ultime double-pas à 6,7 seconde de la fin, celant la victoire grecque.
La France, s'incline face aux Russes 75-71. Pourtant en tête à l'issue du troisième quart-temps, les bleus craquent sous la défense d'Andreï Kirilenko (7 contres) et les assauts de Viktor Khryapa, meilleur marqueur, rebondeur et passeur de son équipe (16 points, 7 rebonds, 6 passes). Les Français sont piégés par la défense des Russes qui empêche Tony Parker de tirer dans une bonne position (9 tirs dont 5 à trois points). Malgré la prise de responsabilité de Boris Diaw (17 points, 6 rebonds, 2 passes à 8/14), la France est la première équipe favorite à être hors course pour le titre.
Les matchs de classement marquent l'effondrement de la France. Alors qu'il suffit de ne pas finir huitième pour se qualifier pour le Championnat d'Europe de basket-ball 2009 et pour le tournoi de qualification aux Jeux olympiques de Pékin 2008, les Français s'inclinent deux fois, d'abord étrillés par les Croates 86-69 puis battus dans un "match de la mort" face aux Slovènes 88-74 malgré la grosse performance de Tony Parker (31 points, 4 passes) : les Français doivent passer par les qualifications pour aller à l'Euro 2009 et, surtout, n'iront pas aux Jeux de Pékin après avoir déjà manqué ceux d'Athènes en 2004. La Slovénie finit septième, les Croates sixièmes et les Allemands cinquièmes.
En demi-finale, l'Espagne et la Grèce, les deux formations dominant l'Europe ces dernières années s'affrontent. Dans un match de basket-ball très engagé, les Espagnols sortent gagnant 82-77 principalement grâce à leur trio Pau Gasol, Juan Carlos Navarro et Jose Manuel Calderon (64 points à eux trois). Les Grecs perdent dans ce match bien plus que leur titre de champion européen car une qualification pour la finale était synonyme de qualification directe pour les Jeux olympiques. À la place, ils doivent s'imposer dans le match pour la troisième place pour espérer être directement à Pékin. Les Espagnols étant eux déjà qualifié grâce à leur titre mondial acquit au Japon en 2006.
Dans l'autre demi-finale, alors que la Lituanie se présente comme favorite, elle s'incline face à la Russie 86-74. Le match tourne au duel de titans entre Andreï Kirilenko, spécialiste de la défense qui s'acquitte des taches offensives de son équipe (29 points, 8 rebonds à 10/14 au tir 8/11 aux lancers), et Ramūnas Šiškauskas (30 points, 9/17 dont 5/10 à trois points, 7/8 aux lancers, 4 rebonds, 4 passes). La Russie est en finale de l'Euro pour la première fois depuis 1993.
Pour la troisième place, synonyme de qualification pour les Jeux olympiques de 2008, la Lituanie bat des Grecs démotivés par leur défaite en demi-finale 78-69.
La finale entre l'Espagne et la Russie est un match serré de bout en bout ou tout se décide dans la dernière minute. Menée 54-59 à 1 minute 19 seconde de la fin, les Russes reviennent à 56-59 grâce à deux lancers francs de Kirilenko suivi par une interception du même  Kirilenko à 59 secondes de la fin qui aboutit à un panier de Nikita Morgounov pour revenir à 58-59 avec 43 secondes à jouer. Les Espagnols prennent alors un temps mort et repartent en attaque mais Pau Gasol, jusque-là très bon (14 points, 14 rebonds, 3 passes), perd la balle au profit du Russe Jon Robert Holden à 28 secondes de la fin. Le meneur remonte le terrain, puis après une combinaison avec un partenaire, pénètre dans la défense adverse, feinte de tirer ce qui élimine son défenseur et se retrouve seul face au panier à deux secondes du terme. Il prend alors son tir qui rebondit sur l'arceau, puis sur la planche et retombe dans le panier pour donner l'avantage aux Russes 60-59. Pau Gasol tente de redonner l'avantage à son équipe mais son tir est manqué.
La Russie est championne d'Europe, Andreï Kirilenko est le MVP du tournoi. C'est la première victoire européenne pour la Russie mais la quinzième si l'on compte le temps de l'URSS.

## Droits télévisuels
115 pays retransmettent la compétition, voici une sélection des chaînes par pays :
| Pays      | Chaîne       | Pays     | Chaîne                     |
| --------- | ------------ | -------- | -------------------------- |
| Allemagne | DSF          | Lettonie | TV3 Lettonie               |
| Croatie   | HRT          | Portugal | Sport TV                   |
| Espagne   | La Sexta     | Tchéquie | Česká televize             |
| France    | Sport+       | Russie   | RTR Sport                  |
| Grèce     | ERT          | Serbie   | Radio Télévision de Serbie |
| Italie    | RAI          | Slovénie | Radiotelevizija Slovenija  |
| Lituanie  | TV3 Lituanie | Turquie  | NTV                        |

## Les groupes
Les 16 équipes sont réparties dans quatre groupes (A~D), de la façon suivante :
| Groupe A | Groupe B | Groupe C           | Groupe D |
| -------- | -------- | ------------------ | -------- |
| Israël   | Portugal | République tchèque | Pologne  |
| Serbie   | Lettonie | Turquie            | Italie   |
| Russie   | Croatie  | Lituanie           | Slovénie |
| Grèce    | Espagne  | Allemagne          | France   |

## Villes hôtes
| Ville             | Salle                                         | Capacité | Affluence maximum |
| ----------------- | --------------------------------------------- | -------- | ----------------- |
| Alicante          | Centro de Tecnificación de Alicante           | 5 503    | -                 |
| Grenade           | Palacio Municipal de Deportes de Granada      | 7 500    | -                 |
| Madrid            | Madrid Arena                                  | 10 500   | -                 |
| Madrid            | Palacio de Deportes de la Comunidad de Madrid | 15 500   | -                 |
| Palma de Majorque | Palma Arena                                   | 6 000    | -                 |
| Séville           | Palacio Municipal de Deportes San Pablo       | 10 000   | -                 |

## Premier tour

### Groupe A (Grenade)
| Groupe A |        |     |   |   |     |     |      |
|          | Équipe | Pts | G | P | PP  | PC  | Diff |
| 1        | Russie | 6   | 3 | 0 | 224 | 174 | +50  |
| 2        | Grèce  | 5   | 2 | 1 | 197 | 194 | +3   |
| 3        | Israël | 4   | 1 | 2 | 209 | 249 | -40  |
| 4        | Serbie | 3   | 0 | 3 | 215 | 228 | -13  |
|          |        |     |   |   |     |     |      |
|          |        |     |   |   |     |     |      |
|          |        |     |   |   |     |     |      |

|  | Serbie | 65 | 73 |    | Russie | (3 sept, 18h00)  |
|  | Israël | 66 | 76 |    | Grèce  | (3 sept., 20h30) |
|  | Russie | 90 | 56 |    | Israël | (4 sept., 18h00) |
|  | Grèce  | 68 | 67 | ap | Serbie | (4 sept., 20h30) |
|  | Israël | 87 | 83 |    | Serbie | (5 sept., 18h00) |
|  | Russie | 61 | 53 |    | Grèce  | (5 sept., 20h30) |

### Groupe B (Séville)
| Groupe B |          |     |   |   |     |     |      |
|          | Équipe   | Pts | G | P | PP  | PC  | Diff |
| 1        | Croatie  | 5   | 2 | 1 | 252 | 237 | +15  |
| 2        | Espagne  | 5   | 2 | 1 | 259 | 218 | +41  |
| 3        | Portugal | 4   | 1 | 2 | 201 | 239 | -38  |
| 4        | Lettonie | 4   | 1 | 2 | 229 | 247 | -18  |
|          |          |     |   |   |     |     |      |
|          |          |     |   |   |     |     |      |
|          |          |     |   |   |     |     |      |

|  | Lettonie | 85 | 77 |  | Croatie  | (3 sept, 19h00)  |
|  | Portugal | 56 | 82 |  | Espagne  | (3 sept., 21h30) |
|  | Croatie  | 90 | 68 |  | Portugal | (4 sept., 19h00) |
|  | Espagne  | 93 | 77 |  | Lettonie | (4 sept., 21h30) |
|  | Portugal | 77 | 67 |  | Lettonie | (5 sept., 19h00) |
|  | Croatie  | 85 | 84 |  | Espagne  | (5 sept., 21h30) |

### Groupe C (Palma de Majorque)
| Groupe C |                    |     |   |   |     |     |      |
|          | Équipe             | Pts | G | P | PP  | PC  | Diff |
| 1        | Lituanie           | 6   | 3 | 0 | 265 | 224 | +41  |
| 2        | Allemagne          | 5   | 2 | 1 | 242 | 211 | +31  |
| 3        | Turquie            | 4   | 1 | 2 | 198 | 237 | -39  |
| 4        | République tchèque | 3   | 0 | 3 | 225 | 258 | -33  |
|          |                    |     |   |   |     |     |      |
|          |                    |     |   |   |     |     |      |
|          |                    |     |   |   |     |     |      |

|  | République tchèque | 78 | 83 | ap | Allemagne          | (3 sept, 18h00)  |
|  | Turquie            | 69 | 86 |    | Lituanie           | (3 sept., 20h30) |
|  | Lituanie           | 95 | 75 |    | République tchèque | (4 sept., 18h00) |
|  | Allemagne          | 79 | 49 |    | Turquie            | (4 sept., 20h30) |
|  | Lituanie           | 84 | 80 |    | Allemagne          | (5 sept., 18h00) |
|  | République tchèque | 72 | 80 |    | Turquie            | (5 sept., 20h30) |

### Groupe D (Alicante)
| Groupe D |          |     |   |   |     |     |      |
|          | Équipe   | Pts | G | P | PP  | PC  | Diff |
| 1        | Slovénie | 6   | 3 | 0 | 206 | 186 | +20  |
| 2        | France   | 5   | 2 | 1 | 209 | 195 | +14  |
| 3        | Italie   | 4   | 1 | 2 | 209 | 208 | +1   |
| 4        | Pologne  | 3   | 0 | 3 | 188 | 223 | -35  |
|          |          |     |   |   |     |     |      |
|          |          |     |   |   |     |     |      |
|          |          |     |   |   |     |     |      |

|  | Pologne  | 66 | 74 |  | France   | (3 sept, 19h00)  |
|  | Italie   | 68 | 69 |  | Slovénie | (3 sept., 21h30) |
|  | France   | 69 | 62 |  | Italie   | (4 sept., 19h00) |
|  | Slovénie | 70 | 52 |  | Pologne  | (4 sept., 21h30) |
|  | Slovénie | 67 | 66 |  | France   | (5 sept., 19h00) |
|  | Pologne  | 70 | 79 |  | Italie   | (5 sept., 21h30) |

## Deuxième tour

### Groupe E (Madrid Arena)
| Groupe E |          |     |   |   |     |     |      |
|          | Équipe   | Pts | G | P | PP  | PC  | Diff |
| 1        | Espagne  | 9   | 4 | 1 | 422 | 341 | +81  |
| 2        | Russie   | 9   | 4 | 1 | 381 | 325 | +56  |
| 3        | Grèce    | 8   | 3 | 2 | 353 | 348 | +5   |
| 4        | Croatie  | 7   | 2 | 3 | 398 | 396 | +2   |
| 5        | Portugal | 6   | 1 | 4 | 350 | 410 | -60  |
| 6        | Israël   | 6   | 1 | 4 | 360 | 434 | -74  |
|          |          |     |   |   |     |     |      |
|          |          |     |   |   |     |     |      |
|          |          |     |   |   |     |     |      |

|  | Portugal | 65 | 78 |  | Russie   | (7 sept., 16h30)  |
|  | Espagne  | 76 | 58 |  | Grèce    | (7 sept., 19h00)  |
|  | Croatie  | 75 | 80 |  | Israël   | (7 sept., 21h30)  |
|  | Portugal | 94 | 85 |  | Israël   | (9 sept., 16h30)  |
|  | Grèce    | 81 | 78 |  | Croatie  | (9 sept., 19h00)  |
|  | Russie   | 69 | 81 |  | Espagne  | (9 sept., 21h30)  |
|  | Croatie  | 70 | 83 |  | Russie   | (11 sept., 16h30) |
|  | Grèce    | 85 | 67 |  | Portugal | (11 sept., 19h00) |
|  | Espagne  | 99 | 73 |  | Israël   | (11 sept., 21h30) |

### Groupe F (Madrid Arena)
| Groupe F |           |     |   |   |     |     |      |
|          | Équipe    | Pts | G | P | PP  | PC  | Diff |
| 1        | Lituanie  | 10  | 5 | 0 | 279 | 232 | +47  |
| 2        | Slovénie  | 9   | 4 | 1 | 337 | 296 | +41  |
| 3        | France    | 8   | 3 | 2 | 286 | 283 | +3   |
| 4        | Allemagne | 7   | 2 | 3 | 272 | 288 | -16  |
| 5        | Italie    | 6   | 1 | 4 | 288 | 292 | -4   |
| 6        | Turquie   | 5   | 0 | 5 | 244 | 315 | -71  |
|          |           |     |   |   |     |     |      |
|          |           |     |   |   |     |     |      |
|          |           |     |   |   |     |     |      |

|  | France    | 78 | 66 |  | Allemagne | (8 sept., 16h30)  |
|  | Italie    | 74 | 79 |  | Lituanie  | (8 sept., 19h00)  |
|  | Turquie   | 51 | 66 |  | Slovénie  | (8 sept., 21h30)  |
|  | Italie    | 84 | 75 |  | Turquie   | (10 sept., 16h30) |
|  | Lituanie  | 88 | 73 |  | France    | (10 sept., 19h00) |
|  | Allemagne | 47 | 77 |  | Slovénie  | (10 sept., 21h30) |
|  | Allemagne | 67 | 58 |  | Italie    | (12 sept., 16h30) |
|  | France    | 85 | 64 |  | Turquie   | (12 sept., 19h00) |
|  | Slovénie  | 61 | 80 |  | Lituanie  | (12 sept., 21h30) |

## Phase finale
Tous les matches se déroulent au Palacio de Deportes de Madrid
|  | Quarts de finale | Quarts de finale |          |          | Demi-finales           | Demi-finales           |    |  | Finale   | Finale   |
|  | Quarts de finale | Quarts de finale |          |          | Demi-finales           | Demi-finales           |    |  | Finale   | Finale   |
|  |                  |                  |          |          |                        |                        |    |  |          |          |
|  | 13 sept.         | 13 sept.         |          |          | 15 sept.               | 15 sept.               |    |  | 16 sept. | 16 sept. |
|  | 13 sept.         | 13 sept.         |          |          | 15 sept.               | 15 sept.               |    |  | 16 sept. | 16 sept. |
|  | Espagne          | 83               |          |          | 15 sept.               | 15 sept.               |    |  | 16 sept. | 16 sept. |
|  | Espagne          | 83               |          |          | 15 sept.               | 15 sept.               |    |  | 16 sept. | 16 sept. |
|  | Allemagne        | 55               |          |          | 15 sept.               | 15 sept.               |    |  | 16 sept. | 16 sept. |
|  | Allemagne        | 55               | Espagne  | 82       |                        |                        |    |  | 16 sept. | 16 sept. |
|  | 14 sept.         |                  | Espagne  | 82       |                        |                        |    |  | 16 sept. | 16 sept. |
|  |                  | Grèce            | 77       |          |                        |                        |    |  | 16 sept. | 16 sept. |
|  | Grèce            | Grèce            | 77       | 63       |                        |                        |    |  | 16 sept. | 16 sept. |
|  | Grèce            |                  |          | 63       |                        |                        |    |  | 16 sept. | 16 sept. |
|  | Slovénie         | 62               |          |          |                        |                        |    |  | 16 sept. | 16 sept. |
|  | Slovénie         | 62               | Espagne  | 59       |                        |                        |    |  |          |          |
|  | 13 sept.         |                  | Espagne  | 59       |                        |                        |    |  |          |          |
|  |                  | Russie           | 60       |          |                        |                        |    |  |          |          |
|  | Russie           | Russie           | 60       | 75       |                        |                        |    |  |          |          |
|  | Russie           | 15 sept.         |          | 75       |                        |                        |    |  |          |          |
|  | France           | 71               |          |          |                        |                        |    |  |          |          |
|  | France           | 71               | Russie   | 86       |                        |                        |    |  |          |          |
|  | 14 sept.         | 14 sept.         | Russie   | 86       | Match pour la 3e place | Match pour la 3e place |    |  |          |          |
|  | 14 sept.         | 14 sept.         |          | Lituanie | Match pour la 3e place | Match pour la 3e place | 74 |  |          |          |
|  | Croatie          | 72               | 16 sept. | 16 sept. |                        |                        | 74 |  |          |          |
|  | Croatie          | 72               | 16 sept. | 16 sept. |                        |                        |    |  |          |          |
|  | Lituanie         | 74               |          | Grèce    | 69                     |                        |    |  |          |          |
|  | Lituanie         | 74               |          | Grèce    | 69                     |                        |    |  |          |          |
|  |                  |                  |          |          |                        |                        |    |  | Lituanie | 78       |
|  |                  |                  |          |          |                        |                        |    |  | Lituanie | 78       |

Classement 5 à 8
|  | Tour de classement | Tour de classement |           |    | 5e place | 5e place |
|  | Tour de classement | Tour de classement |           |    | 5e place | 5e place |
|  |                    |                    |           |    |          |          |
|  | 15 sept.           | 15 sept.           |           |    | 16 sept. | 16 sept. |
|  | 15 sept.           | 15 sept.           |           |    | 16 sept. | 16 sept. |
|  | Allemagne          | 69                 |           |    | 16 sept. | 16 sept. |
|  | Allemagne          | 69                 |           |    | 16 sept. | 16 sept. |
|  | Slovénie           | 65                 |           |    | 16 sept. | 16 sept. |
|  | Slovénie           | 65                 | Allemagne | 80 |          |          |
|  | 15 sept.           |                    | Allemagne | 80 |          |          |
|  |                    | Croatie            | 71        |    |          |          |
|  | France             | Croatie            | 71        | 69 |          |          |
|  | France             |                    |           | 69 |          |          |
|  | Croatie            | 86                 |           |    |          |          |
|  | Croatie            | 86                 | 7e place  |    |          |          |
|  |                    |                    |           |    |          |          |
|  | 16 sept.           |                    |           |    |          |          |
|  |                    |                    |           |    |          |          |
|  | Slovénie           | 88                 |           |    |          |          |
|  | Slovénie           | 88                 |           |    |          |          |
|  | France             | 74                 |           |    |          |          |
|  | France             | 74                 |           |    |          |          |

## Classement final
: Qualifiés pour les Jeux Olympiques 2008 et pour l'Eurobasket 2009.
    : Qualifiés pour le tournoi pré-olympique et pour l'Eurobasket 2009.
| Place                | Équipe             | Vict.-Déf. |           |
| Vainqueur            | Vainqueur          | Vainqueur  | Vainqueur |
| -------------------- | ------------------ | ---------- | --------- |
| 1                    | Russie             | 8-1        |           |
| Échec en finale      |                    |            |           |
| 2                    | Espagne            | 7-2        |           |
| Échec en ½ finale    |                    |            |           |
| 3                    | Lituanie           | 8-1        |           |
| 4                    | Grèce              | 5-4        |           |
| Échec en ¼ de finale |                    |            |           |
| 5                    | Allemagne          | 5-4        |           |
| 6                    | Croatie            | 3-6        |           |
| 7                    | Slovénie           | 6-3        |           |
| 8                    | France             | 4-5        |           |
| Échec au 2d tour     |                    |            |           |
| 9                    | Italie             | 2-4        |           |
| 10                   | Portugal           | 2-4        |           |
| 11                   | Israël             | 2-4        |           |
| 12                   | Turquie            | 1-5        |           |
| Échec au 1er tour    |                    |            |           |
| 13                   | Lettonie           | 1-2        |           |
| 14                   | Serbie             | 0-3        |           |
| 15                   | République tchèque | 0-3        |           |
| 16                   | Pologne            | 0-3        |           |

## Récompenses
- Meilleur joueur : Andreï Kirilenko (Russie)
- Équipe type : José Manuel Calderón (Espagne), Ramūnas Šiškauskas (Lituanie), Andreï Kirilenko (Russie), Dirk Nowitzki (Allemagne), Pau Gasol (Espagne)